# Freddy Fredsten
Freddy Magnus Fredsten, född 23 maj 1921 i Göteborg, död där 27 mars 2010, var en svensk målare och sångare.
På sina föräldrars inrådan utbildade han sig till elektroingenjör och var verksam som sådan till 1955 på Siemens i Göteborg. När han tilldelades ett konst- och sångstipendium bestämde han sig för att sadla om och studerade konst för Fritz Griebel och F. Haerberlein vid Akademie für bildende Künste i Nürnberg samt under studieresor till bland annat Frankrike, Österrike och Schweiz. Separat har han ställt ut i Göteborg, Kalmar, München och Oslo samt medverkat i ett antal samlings- och vandringsutställningar, bland annat i Föreningen Wertbankens vandringsutställning i Tyskland. Hans konst består av blomsterstilleben, mariner och landskapsbilder från Sverige, Tyskland och Österrike. Som sångare har han medverkat i romans- och operakonserter i München, Göteborg och Köpenhamn, ackompanjerad bland andra av Adolf Bautzer och Gustav Adolf Schlemm. Fredsten är representerad vid Stena och Sessanlinjens båtar i Göteborg.